# Sebaris lanuginosa
Sebaris lanuginosa är en skalbaggsart som beskrevs av Lansberge 1886. Sebaris lanuginosa ingår i släktet Sebaris och familjen Melolonthidae. Inga underarter finns listade i Catalogue of Life.